# 岡藩
岡藩（おかはん）は、江戸時代の豊後国（現在の大分県）にあった藩。藩庁は岡城（現在の大分県竹田市）。領地は豊後国の直入郡・大野郡・大分郡にまたがり、小藩が分立した豊後国内では石高が最大の藩であった。竹田藩と呼ばれることもある。

## 略史
織田信長、豊臣秀吉に仕えた中川清秀の子で、播磨国三木城主4万石を領していた中川秀成が、1594年（文禄3年）に6万6千石で岡城に入封した。その後の1598年（慶長3年）の検地によって大野郡約3万9千石、直入郡約3万石、大分郡の約350石を合わせて約7万石が岡藩の表高となった。1600年（慶長5年）、関ヶ原の戦いにおいて秀成は東軍に属し徳川家康より所領を安堵され、一度の移封もなく廃藩置県まで存続した。
第3代藩主の久清は岡山藩を致仕した熊沢蕃山を招き灌漑事業・富国強兵などの指導を受けた。久清は九重連山の一つ大船山を愛しが、足が不自由であったと伝えられており、屈強の男性に担がせて何度も登山した。遺言で大船山中に自身の墓を造らせ、同山中腹の標高1,300メートルを超える台地上に現在も残る。
第8代藩主の久貞は倹約令を中心とした改革で逼迫していた藩財政の再建を図った。また、藩校として由学館、武道修練所として経武館、医師養成所として博済館を設けた。
江戸時代後期には、当藩の藩医の家の出身である文人画家の田能村竹田を輩出した。
明治4年（1871年）、廃藩置県により岡県となった。のち、大分県に編入された。中川家は明治2年に華族に列し明治17年（1884年）に伯爵となった。

## 歴代藩主
中川家
外様　7万石（1594年 - 1871年）
| 代 | 氏名                       | 官位              | 在職期間                            | 享年 | 備考                                                                              |
| -- | -------------------------- | ----------------- | ----------------------------------- | ---- | --------------------------------------------------------------------------------- |
| 1  | 中川秀成 なかがわ ひでしげ | ―                 | 文禄3年 - 慶長17年 1594年 - 1612年  | 42   | 父は賤ヶ岳の戦いで戦死した中川清秀。                                              |
| 2  | 中川久盛 なかがわ ひさもり | 従五位下 内膳正   | 慶長17年 - 慶安4年 1612年 - 1651年  | 59   |                                                                                   |
| 3  | 中川久清 なかがわ ひさきよ | 従五位下 山城守   | 慶安4年 - 寛文6年 1651年 - 1666年   | 67   |                                                                                   |
| 4  | 中川久恒 なかがわ ひさつね | 従五位下 佐渡守   | 寛文6年 - 元禄8年 1666年 - 1695年   | 55   |                                                                                   |
| 5  | 中川久通 なかがわ ひさみち | 従五位下 因幡守   | 元禄8年 - 宝永7年 1695年 - 1710年   | 48   |                                                                                   |
| 6  | 中川久忠 なかがわ ひさただ | 従五位下 内膳正   | 宝永7年 - 寛保2年 1710年 - 1742年   | 46   |                                                                                   |
| 7  | 中川久慶 なかがわ ひさよし | 従五位下 山城守   | 寛保2年 - 寛保3年 1742年 - 1743年   | 36   | 実父は安芸広島藩4代藩主の浅野綱長。 元文2年（1737年）に前藩主・久忠の養子となる。 |
| 8  | 中川久貞 なかがわ ひささだ | 従五位下 修理大夫 | 寛保3年 - 寛政2年 1743年 - 1790年   | 67   | 実父は三河吉田藩初代藩主の松平信祝。                                              |
| 9  | 中川久持 なかがわ ひさもち | 従五位下 修理大夫 | 寛政2年 - 寛政10年 1790年 - 1798年  | 23   | 祖父は前藩主の久貞。 父の久徳は不行跡のため廃嫡。                                 |
| 10 | 中川久貴 なかがわ ひさたか | 従五位下 修理大夫 | 寛政10年 - 文化12年 1798年 - 1815年 | 38   | 実父は大和郡山藩3代藩主の柳沢保光。                                               |
| 11 | 中川久教 なかがわ ひさのり | 従五位下 修理大夫 | 文化12年 - 天保11年 1815年 - 1840年 | 41   | 実父は近江彦根藩13代藩主の井伊直中。                                              |
| 12 | 中川久昭 なかがわ ひさあき | 従五位下 修理大夫 | 天保11年 - 明治2年 1840年 - 1869年  | 70   | 実父は伊勢津藩10代藩主の藤堂高兌。                                                |
| 13 | 中川久成 なかがわ ひさなり | 従五位下 内膳正   | 明治2年 - 明治4年 1869年 - 1871年   | 48   |                                                                                   |

## 幕末の領地
- 豊後国
  - 大分郡のうち - 5村
  - 大野郡のうち - 292村
  - 直入郡のうち - 285村